# Il crollo di Roma
Il crollo di Roma (Nederlands: De val van Rome) is een Italiaanse sandalenfilm uit 1963 onder regie van Antonio Margheriti, met in de hoofdrollen Carl Möhner, Loredana Nusciak en Ida Galli.

## Verhaal
Onmiddellijk na de dood van keizer Constantijn hervat proconsul Giunio de christenvervolgingen. Onder hen bevindt zich de centurio Marco, die aan zijn arrestatie weet te ontkomen en samen met zijn zus Licia naar consul Gaius reist. Wanneer ze aangevallen worden door soldaten van Valerio, wordt Marco gered met de hulp van een barbaarse stam, maar Licia haalt het niet. Giunio belooft Marco dat alle christenen hun vrijheid krijgen als hij instemt met een gevecht in de arena en erin slaagt al zijn tegenstanders te verslaan. Vergezeld door Svetla, een barbaarse vrouw, gaat Marco de uitdaging aan en geeft hij de christenen hun vrijheid terug, maar dan slaat een aardbeving toe.

## Rolverdeling
| Acteur                | Personage |
| --------------------- | --------- |
| Carl Möhner           | Marco     |
| Loredana Nusciak      | Svetla    |
| Ida Galli             | Licia     |
| Andrea Aureli         | Rako      |
| Piero Palermini       | Valerio   |
| Giancarlo Sbragia     | Giunio    |
| Nando Tamberlani      | Matteo    |
| Maria Grazia Buccella | Xenia     |
| Jim Dolen             | Caio      |
| Richard Ricci         | Tullio    |